# Campeonato de Primera D 1990-91
El Campeonato de Primera D 1990-91 fue la cuadragésima primera edición del torneo. Se disputó desde el 21 de abril hasta el 10 de noviembre de 1990.
Los nuevos participantes fueron: Centro Español y Sportivo Barracas, que volvieron de la desafiliación, y los descendidos de la Primera C, Muñiz y Barracas Central.
El campeón fue Victoriano Arenas, que obtuvo el ascenso a la Primera C al vencer en la final a Puerto Italiano. Asimismo, el ganador del Torneo reducido fue Brown de Adrogué, que consiguió el segundo ascenso.
Por último, el torneo determinó la desafiliación por una temporada de Sportivo Barracas y Muñiz, últimos en la tabla de promedios.

## Ascensos y descensos
| Promedio | Desafiliados de la Primera D 1989-90 |
| -------- | ------------------------------------ |
| 19.º     | Deportivo Riestra                    |
| 20.º     | Ferrocarril Urquiza                  |

| Reafiliados       |
| ----------------- |
| Centro Español    |
| Sportivo Barracas |

| Posición  | Ascendidos a la Primera C 1990-91 |
| --------- | --------------------------------- |
| Campeón   | Liniers                           |
| Gan. red. | Argentino de Merlo                |

| Promedio | Descendidos de la Primera C 1989-90 |
| -------- | ----------------------------------- |
| 18.º     | Muñiz                               |
| 19.º     | Barracas Central                    |

## Equipos
| Equipo                | Ciudad            | Estadio                   | Capacidad |
| --------------------- | ----------------- | ------------------------- | --------- |
| Acassuso              | Boulogne          | La Quema                  | 800       |
| Atlas                 | General Rodríguez | Ricardo Puga              | 2500      |
| Barracas Central      | Buenos Aires      | Barracas Central          | 4400      |
| Brown                 | Adrogué           | Lorenzo Arandilla         | 4500      |
| Cañuelas              | Cañuelas          | Jorge Alfredo Arín        | 1500      |
| Central Ballester     | José León Suárez  | Central Ballester         | 500       |
| Centro Español        | Haedo             | Ricardo Puga              | 2500      |
| Deportivo Paraguayo   | Buenos Aires      | Saturnino Moure           | 1500      |
| Fénix                 | Buenos Aires      | La Quema                  | 800       |
| General Lamadrid      | Buenos Aires      | Enrique Sexto             | 3500      |
| Justo José de Urquiza | Loma Hermosa      | Monumental de Villa Lynch | 1000      |
| Juventud Unida        | San Miguel        | Franco Muggeri            | 3200      |
| Muñiz                 | Muñiz             | Franco Muggeri            | 3200      |
| Puerto Italiano       | Campana           | Municipal de Campana      | 500       |
| Sacachispas           | Buenos Aires      | Roberto Larrosa           | 4000      |
| San Martín            | Burzaco           | Francisco Boga            | 5000      |
| Sportivo Barracas     | Buenos Aires      | Central Ballester         | 500       |
| Victoriano Arenas     | Valentín Alsina   | Saturnino Moure           | 1500      |
| Villa San Carlos      | Berisso           | Genacio Sálice            | 4000      |
| Yupanqui              | Buenos Aires      | Delfín Edmundo Benítez    | 500       |

| 1. 2. 3. 4. 5. 6. 7. |

### Distribución geográfica de los equipos
| Región                                   | Cant. | Equipos |
| ---------------------------------------- | ----- | --- |
| Conurbano bonaerense                     | 9     | Acassuso, Brown (A), Central Ballester, Centro Español, Justo José de Urquiza, Juventud Unida, Muñiz, San Martín (B) y Victoriano Arenas |
| Ciudad de Buenos Aires                   | 7     | Barracas Central, Deportivo Paraguayo, Fénix, General Lamadrid, Sacachispas, Sportivo Barracas y Yupanqui                                |
| Interior de la provincia de Buenos Aires | 3     | Atlas, Cañuelas y Puerto Italiano |
| Gran La Plata                            | 1     | Villa San Carlos |

## Formato

### Competición
Los equipos se dividieron en dos secciones de 10 integrantes cada una, que se disputaron por el sistema de todos contra todos, a dos ruedas. Los ganadores de cada zona se enfrentaron en una final para definir al campeón.

### Ascensos
El campeón ascendió directamente a la Primera C. Los equipos ubicados del segundo al cuarto puesto de cada grupo, el ganador de un repechaje entre los dos equipos ubicados en el quinto puesto de cada zona y el perdedor de la final por el campeonato participaron del Torneo reducido, cuyo ganador obtuvo el segundo ascenso.
Los equipos que finalizaron  entre el sexto y el octavo puesto de cada Sección participaron de un Torneo hexagonal cuyo ganador clasificó al Torneo reducido de la temporada siguiente.

### Descensos
Los dos equipos con peor promedio de cada sección fueron suspendidos en su afiliación por un año.

## Sección A

### Tabla de posiciones final
| Pos. | Equipo            | Pts. | PJ | PG | PE | PP | GF | GC | Dif. |
| ---- | ----------------- | ---- | -- | -- | -- | -- | -- | -- | ---- |
| 1.º  | Puerto Italiano   | 24   | 18 | 9  | 6  | 3  | 33 | 21 | 12   |
| 1.º  | Centro Español    | 24   | 18 | 9  | 6  | 3  | 29 | 14 | 15   |
| 3.º  | Juventud Unida    | 21   | 18 | 6  | 9  | 3  | 19 | 14 | 5    |
| 4.º  | Fénix             | 20   | 18 | 7  | 6  | 5  | 23 | 14 | 9    |
| 5.º  | Acassuso          | 20   | 18 | 6  | 8  | 4  | 20 | 13 | 7    |
| 6.º  | J.J. de Urquiza   | 20   | 18 | 7  | 6  | 5  | 23 | 19 | 4    |
| 7.º  | Central Ballester | 18   | 18 | 6  | 6  | 6  | 27 | 24 | 3    |
| 8.º  | Atlas             | 15   | 18 | 5  | 5  | 8  | 14 | 27 | −13  |
| 9.º  | General Lamadrid  | 14   | 18 | 5  | 4  | 9  | 21 | 22 | −1   |
| 10.º | Sportivo Barracas | 4    | 18 | 0  | 4  | 14 | 10 | 51 | −41  |

|  | Jugaron un desempate del primer puesto.                |
|  | Clasificado al Torneo reducido por el segundo ascenso. |
|  | Clasificado al repechaje para definir al mejor quinto. |
|  | Clasificado al Torneo hexagonal.                       |

|  |

### Desempate del primer puesto
Al haber finalizado igualados, Centro Español y Puerto Italiano debieron jugar un desempate en cancha neutral para definir el primer puesto. El partido se definió por tiros desde el punto penal, luego de terminar empatado tras el tiempo suplementario.
| Centro Español | (3) 0 - 0 (4) | Puerto Italiano | Carlos V | 25 de agosto |

## Sección B

### Tabla de posiciones final
| Pos. | Equipo                | Pts. | PJ | PG | PE | PP | GF | GC | Dif. |
| ---- | --------------------- | ---- | -- | -- | -- | -- | -- | -- | ---- |
| 1.º  | Victoriano Arenas     | 25   | 18 | 11 | 3  | 4  | 35 | 15 | 20   |
| 2.º  | Deportivo Paraguayo   | 24   | 18 | 10 | 4  | 4  | 24 | 19 | 5    |
| 3.º  | Sacachispas           | 23   | 18 | 9  | 5  | 4  | 26 | 14 | 12   |
| 4.º  | Cañuelas              | 20   | 18 | 5  | 10 | 3  | 22 | 17 | 5    |
| 5.º  | Brown de Adrogué      | 20   | 18 | 6  | 8  | 4  | 22 | 17 | 5    |
| 6.º  | Yupanqui              | 15   | 18 | 5  | 5  | 8  | 20 | 24 | −4   |
| 7.º  | Barracas Central      | 15   | 18 | 6  | 3  | 9  | 23 | 32 | −9   |
| 8.º  | San Martín de Burzaco | 14   | 18 | 3  | 8  | 7  | 14 | 22 | −8   |
| 9.º  | Villa San Carlos      | 13   | 18 | 4  | 5  | 9  | 20 | 30 | −10  |
| 10.º | Muñiz                 | 11   | 18 | 4  | 3  | 11 | 19 | 35 | −16  |

|  | Clasificado a la final por el campeonato               |
|  | Clasificado al Torneo reducido por el segundo ascenso. |
|  | Clasificado al repechaje para definir al mejor quinto. |
|  | Clasificado al Torneo hexagonal.                       |

|  |

## Final por el campeonato
Fue disputada por los ganadores de las secciones, Puerto Italiano y Victoriano Arenas, respectivamente. El ganador se consagró campeón del torneo y obtuvo el primer ascenso a la Primera C.
| Puerto Italiano   | 1 - 1 | Victoriano Arenas | Villa Dálmine | 1 de septiembre |
| Victoriano Arenas | 5 - 1 | Puerto Italiano   | Arsenal       | 6 de septiembre |

## Torneo reducido
Todas las fases se jugaron a dos partidos. En caso de empate en el global, el equipo mejor ubicado en su sección tenía ventaja deportiva, excepto en la final, en la que se disputó un tercer partido.

### Cuadro de desarrollo
|  | Cuartos de final      | Cuartos de final      | Cuartos de final      | Cuartos de final      |   |                | Semifinales                     | Semifinales                     | Semifinales                     | Semifinales                     |  |       | Final                  | Final                  | Final                  | Final                  | Final                  |  |
|  | 15 y 22 de septiembre | 15 y 22 de septiembre | 15 y 22 de septiembre | 15 y 22 de septiembre |   |                | 29 de septiembre y 6 de octubre | 29 de septiembre y 6 de octubre | 29 de septiembre y 6 de octubre | 29 de septiembre y 6 de octubre |  |       | 13, 20 y 27 de octubre | 13, 20 y 27 de octubre | 13, 20 y 27 de octubre | 13, 20 y 27 de octubre | 13, 20 y 27 de octubre |  |
|  |                       |                       |                       |                       |   |                |                                 |                                 |                                 |                                 |  |       |                        |                        |                        |                        |                        |  |
|  |                       |                       |                       |                       |   |                |                                 |                                 |                                 |                                 |  |       |                        |                        |                        |                        |                        |  |
|  | Deportivo Paraguayo   | 0                     | 1                     | 1                     |   |                |                                 |                                 |                                 |                                 |  |       |                        |                        |                        |                        |                        |  |
|  | Deportivo Paraguayo   | 0                     | 1                     | 1                     |   |                |                                 |                                 |                                 |                                 |  |       |                        |                        |                        |                        |                        |  |
|  | Fénix                 | 1                     | 1                     | 2                     |   |                |                                 |                                 |                                 |                                 |  |       |                        |                        |                        |                        |                        |  |
|  | Fénix                 | 1                     | 1                     | 2                     |   | Fénix          | 2                               | 1                               | 3                               |                                 |  |       |                        |                        |                        |                        |                        |  |
|  |                       |                       |                       |                       |   | Fénix          | 2                               | 1                               | 3                               |                                 |  |       |                        |                        |                        |                        |                        |  |
|  |                       |                       | Centro Español        | 0                     | 1 | 1              |                                 |                                 |                                 |                                 |  |       |                        |                        |                        |                        |                        |  |
|  | Cañuelas              | 0                     | Centro Español        | 0                     | 1 | 1              | 0                               | 0                               |                                 |                                 |  |       |                        |                        |                        |                        |                        |  |
|  | Cañuelas              | 0                     |                       |                       |   |                |                                 |                                 |                                 |                                 |  |       |                        |                        |                        |                        |                        |  |
|  | Centro Español (v.d.) | 0                     | 0                     | 0                     |   |                |                                 |                                 |                                 |                                 |  |       |                        |                        |                        |                        |                        |  |
|  | Centro Español (v.d.) | 0                     | 0                     | 0                     |   |                |                                 |                                 |                                 |                                 |  | Fénix | 2                      | 1                      | 0                      | 3                      |                        |  |
|  |                       |                       |                       |                       |   |                |                                 |                                 |                                 |                                 |  | Fénix | 2                      | 1                      | 0                      | 3                      |                        |  |
|  |                       |                       | Brown de Adrogué      | 1                     | 2 | 3              | 6                               |                                 |                                 |                                 |  |       |                        |                        |                        |                        |                        |  |
|  | Sacachispas           | 1                     | Brown de Adrogué      | 1                     | 2 | 3              | 6                               | 1                               | 2                               |                                 |  |       |                        |                        |                        |                        |                        |  |
|  | Sacachispas           | 1                     |                       |                       |   |                |                                 |                                 | 2                               |                                 |  |       |                        |                        |                        |                        |                        |  |
|  | Juventud Unida        | 1                     | 2                     | 3                     |   |                |                                 |                                 |                                 |                                 |  |       |                        |                        |                        |                        |                        |  |
|  | Juventud Unida        | 1                     | 2                     | 3                     |   | Juventud Unida | 0                               | 0                               | 0                               |                                 |  |       |                        |                        |                        |                        |                        |  |
|  |                       |                       |                       |                       |   | Juventud Unida | 0                               | 0                               | 0                               |                                 |  |       |                        |                        |                        |                        |                        |  |
|  |                       |                       | Brown de Adrogué      | 7                     | 3 | 10             |                                 |                                 |                                 |                                 |  |       |                        |                        |                        |                        |                        |  |
|  | Puerto Italiano       | 0                     | Brown de Adrogué      | 7                     | 3 | 10             | 2                               | 2                               |                                 |                                 |  |       |                        |                        |                        |                        |                        |  |
|  | Puerto Italiano       | 0                     |                       |                       |   |                |                                 |                                 |                                 |                                 |  |       |                        |                        |                        |                        |                        |  |
|  | Brown de Adrogué      | 1                     | 2                     | 3                     |   |                |                                 |                                 |                                 |                                 |  |       |                        |                        |                        |                        |                        |  |
|  | Brown de Adrogué      | 1                     | 2                     | 3                     |   |                |                                 |                                 |                                 |                                 |  |       |                        |                        |                        |                        |                        |  |
|  |                       |                       |                       |                       |   |                |                                 |                                 |                                 |                                 |  |       |                        |                        |                        |                        |                        |  |

- Nota: Los partidos se jugaron en cancha neutral.

#### Partido definitorio
| Fénix | 0 - 3 | Brown de Adrogué | Ciudad de Laferrere | 27 de octubre |

## Tablas de descenso

### Sección A
| Pos  | Equipo            | 1988-89 | 1989-90 | 1990-91 | Total | PJ | Promedio |
| ---- | ----------------- | ------- | ------- | ------- | ----- | -- | -------- |
| 1.°  | Centro Español    | -       | -       | 24      | 24    | 18 | 1,333    |
| 2.°  | General Lamadrid  | 45      | 48      | 14      | 107   | 94 | 1,138    |
| 3.°  | J.J. de Urquiza   | -       | 42      | 20      | 62    | 56 | 1,107    |
| 4.°  | Acassuso          | 37      | 42      | 20      | 99    | 94 | 1,053    |
| 5.°  | Central Ballester | -       | 39      | 18      | 57    | 56 | 1,018    |
| 6.°  | Fénix             | 44      | 23      | 20      | 87    | 94 | 0,926    |
| 7.°  | Juventud Unida    | 36      | 24      | 21      | 81    | 94 | 0,862    |
| 8.°  | Atlas             | 30      | 31      | 15      | 76    | 94 | 0,808    |
| 9.°  | Puerto Italiano   | 20      | 28      | 24      | 72    | 94 | 0,766    |
| 10.° | Sportivo Barracas | -       | -       | 4       | 4     | 18 | 0,222    |

|  | Desafiliado por una temporada. |

### Sección B
| Pos  | Equipo              | 1988-89 | 1989-90 | 1990-91 | Total | PJ | Promedio |
| ---- | ------------------- | ------- | ------- | ------- | ----- | -- | -------- |
| 1.°  | Deportivo Paraguayo | 51      | 50      | 24      | 125   | 94 | 1,330    |
| 2.°  | Barracas Central    | 51      | -       | 15      | 66    | 56 | 1,179    |
| 3.°  | Victoriano Arenas   | -       | 40      | 25      | 65    | 56 | 1,161    |
| 4.°  | Villa San Carlos    | 43      | 46      | 13      | 102   | 94 | 1,085    |
| 5.°  | Sacachispas         | 47      | 29      | 23      | 99    | 94 | 1,053    |
| 6.°  | Cañuelas            | 31      | 45      | 20      | 96    | 94 | 1,021    |
| 7.°  | Yupanqui            | 33      | 43      | 15      | 91    | 94 | 0,968    |
| 8.°  | Brown de Adrogué    | -       | 34      | 20      | 54    | 56 | 0,964    |
| 9.°  | San Martín (B)      | 15      | 45      | 14      | 74    | 94 | 0,787    |
| 10.° | Muñiz               | -       | -       | 11      | 11    | 18 | 0,611    |

|  | Desafiliado por una temporada. |

## Torneo hexagonal
El ganador clasificó al Torneo reducido de la temporada siguiente.

### Tabla de posiciones final
| Pos. | Equipo            | Pts. | PJ | PG | PE | PP | GF | GC | Dif. |
| ---- | ----------------- | ---- | -- | -- | -- | -- | -- | -- | ---- |
| 1.º  | Barracas Central  | 13   | 10 | 5  | 3  | 2  | 16 | 11 | 5    |
| 2.º  | San Martín (B)    | 13   | 10 | 5  | 3  | 2  | 22 | 11 | 11   |
| 3.º  | Central Ballester | 12   | 10 | 4  | 4  | 2  | 19 | 16 | 3    |
| 4.º  | Atlas             | 8    | 10 | 2  | 4  | 4  | 16 | 18 | −2   |
| 5.º  | J.J. de Urquiza   | 8    | 10 | 3  | 2  | 5  | 12 | 18 | −6   |
| 6.º  | Yupanqui          | 6    | 10 | 1  | 4  | 5  | 12 | 23 | −11  |

|  | Desempataron el primer puesto. |

#### Partido de desempate
Al finalizar igualados en la primera posición, Barracas Central y San Martín (B) jugaron un desempate.
| Barracas Central                                                         | 1 - 0 | San Martín de Burzaco | Enrique de Roberts | 10 de noviembre |
| Barracas Central clasificó al Torneo reducido de la siguiente temporada. |       |                       |                    |                 |